# Pesquisa fundamental
Pesquisa fundamental é uma expressão empregue tanto na física nuclear como na física de partículas e que veicula a ideia dos estudos e investigações  efectuados para tentar descobrir as regras e ordenamento dos seus constituintes elementares, fundamentais.
A característica principal da pesquisa ou investigação fundamental é a de reagrupar as pesquisas científicas não tendo como objectivo principal o aspecto financeira, logo é o contrário da pesquisa (investigação) aplicada que ela tem como objectivo os benefícios financeiros que se irão obter rapidamente, como por exemplo nos laboratórios farmacêuticos. 

## Investigação ou lucro?
Esta distinção pode não parecer evidente a fazer pois que algumas descobertas são depois produtoras de enormes ganhos financeiros mas a investigação que lhe deu origem não tinha um objectivo comercial. A Web foi inventada no Organização Europeia para a Pesquisa Nuclear (CERN), em Genebra e tinha por objectivo a troca de documentos entre laboratórios e universidades. As técnicas do  vácuo e da supercondutividade aumentaram exponencialmente com as exigências necessárias à construção do  Grande Colisionador de Hadrões (LHC). Nestes casos fala-se de transferência tecnológica , como foi o caso com ;  electro-íman, criogenia, hélio superfluido, medicina (câmara a positrões e o "scanner").
O CERN openlab é um desses casos em que um laboratório de física de partículas precisa  dos parceiros para que eles consigam aquilo de que o laboratório necessita, mas quem ganha financeiramente são os parceiros.

## Reversão económica
Estudos feitos no CERN em 1975 e 1984 junto a países membros para quantificar os efeitos económicos da actividades do laboratório demonstraram que eles se elevavam a três a quatro vezes às despesas feitas com o CERN .

## Boa definição
Robert Rathbun Wilson (Bob Wilson), o primeiro director do Fermilab, EUA,  em resposta à pergunta feita no Congresso dos EUA "E qual será a contribuição do laboratório à defesa dos Estados-Unidos?", "Nenhuma, só que graças a ele, vai valer a pena defender o país!" . 